# ولاده بنت مستکفی
وَلّاده بنت مُستَکفی (۱۰۰۱ – ۲۶ مارس ۱۰۹۱) امیربانوی اندلسی، ادیب و شاعر عرب‌زبان در سدهٔ یازدهم میلادی/ پنجم هجری، و اخرین عضو از خاندان امویان اندلس و فرزند خلیفه مُستَکفی بالله بود.

## زندگی
«ولاده بنت محمد بن عبدالرحمان بن عبدالله بن ناصرلِدین‌الله اموی» نسب کاملش است. به فصاحت و شعر مشهور شد، نشست‌هایی در قرطبه برگزار می‌کرد که فراخواندگانش، اشراف و شاعران بودند تا در آن به امور شعر و ادبیات بپردازند و بحث کنند؛ در همین نشست‌ها با ابن زیدون آشنا شد.

او را در روزگار خود «یکتا، خوب‌گو، خوش‌بیان، مشهور به صیانت و عفاف، ادیب و شاعر» وصف کرده‌اند که با شاعران رقابت و با ادیبان مجادله می‌کرد. او بسیار عمر نمود اما هیچ‌گاه ازدواج نکرد. او را همچنین خودشیفته دانسته‌اند که به زنانی همانند خود افتخار می‌کرد.